# 7. купрешка моторизована бригада
Седма купрешка моторизована бригада била је војна јединица Војске Републике Српске у саставу Другог крајишког корпуса. Важила је за једну од јачих јединица овог корпуса.

## Историја
Претходница Седме купрешке бригаде била је 13. партизанска бригада ЈНА. Ова јединица имала је зборно место у селу Подбрдо код Мркоњић Града 12. децембра 1991. године. Због одбијања дела људства бригаде (Хрвата и Муслимана) да ступи на дужност, извршена је домобилизација у јануару и фебруару 1992. године. Борци 13. партизанске бригаде учествују у одбрани Влашића и ослобађању Купреса у операцији Купрес 92. Највећи део бораца и старешинског кадра бригаде постаје делом новоосноване Седме купрешке моторизоване бригаде. Нови борци у бригади били су углавном Срби са Купреса, из Шипова, Кључа, Мркоњић града, Бања Луке и Срби расељени 1992. са подручја општине Бугојно. Током рата, живот је изгубило 185 бораца ове бригаде.
Купрешка моторизована бригада је званично основана 15. јуна 1992. у Купресу. Током рата је више пута мењала формацију. У првој години рата, имала је следећи састав:
- Извиђачка чета
- Вод војне полиције
- Чета везе
- 1. Моторизовани батаљон са борцима из Купреса
- 2. Моторизовани батаљон са борцима из Шипова
- 3. Моторизовани батаљон са борцима из Шипова и Купреса
- 4. Пешадијски батаљон са борцима из Купреса и Бугојна
- 5. Пешадијски батаљон са борцима из Мркоњић града
- 6-7. Пешадијски батаљон са борцима из Кључа и мештанима са Купреса
- 8. Пешадијски батаљон са борцима из Бугојна
- Оклопни батаљон са борцима из Бања Луке и са Мањаче
- Артиљеријски батаљон (Хаубице 122 мм) са борцима из Бања Луке
- Лаки батаљон ПВО
- Инжињерски батаљон

До краја године је расформиран 8. батаљон због осипања бораца избеглих из Бугојна, док ће у Кључком батаљону остати само 100 бораца из Кључа. Артиљеријски дивизион је располагао са 12 хаубица 122 мм и 3 топа 130 мм. Оклопни батаљон је располагао са 20 тенкова од чега 3 тенка М84.
У октобру 1993. састав бригаде је промењен. Четврти купрешки батаљон је претворен у 7. мешовити противоклопни артиљеријски дивизион (МПОАД) под командом капетана Зорана Јефтића. Други и трећи шиповачки батаљони са деловим првог батаљона су спојени у 1. моторизовани батаљон под командом мајора Николе Кокошара. Од Кључког батаљона и делова првог батаљона формиран је мешовити батаљон на челу са капетаном Миленком Чуповићем. Пети мркоњићки батаљон је претворен у Други моторизовани батаљон под командом капетана Бране Милекића, док су некадашњи 5. и 1. пешадијски батаљони расформирани.
Бројно стање бригаде је снажно таласало током рата. По формацији је бригада требало да има 4.500 војника. Међутим, мобилисано је или је било на списку бригаде 3.070 бораца. Од тога је на фронту стално боравило просечно 1.600 војника, будући да је 600 војника било на петодневном одмору, око 300 је бивало на боловању, а око 400 је трајно или повремено дезертирало. Бригада је тако 30. јула 1993. имала 2.138 војника у јединици, 14. октобра 1994. било је 1.588 војника на фронту, да би тај број нарастао на 2.405 бораца 13. новембра исте године услед сталних борби са хрватско-муслиманским снагама.

## Ратни пут

### 1992.
Бригада је у априлу 1992. учествовала у ослобађању Купреса, у операцији Купрес. Након уласка у Купрес, бригада је 11. априла напала хрватско село Шујицу, последње веће место пре Томиславграда. Напад је био неуспешан, а 19. априла оклопне снаге бригаде су пребачене у рејон Босанског Грахова како би напале Ливно. У наредним месецима, Купрешка бригада је учествовала у скоро свакодневним артиљеријским дуелима са хрватским снагама из Томиславграда као и у сталним диверзантским и противдиверзантским борбама. Тако је 4. маја у Занаглинској шуми заробљен Давор Гласновић, брат Жељка Гласновића, на челу извиђачке групе ХВО-а. Највећи пораз, Купрешки извиђачи су доживели 4. јула, када је извиђачка група бригаде (44 борца) напала положаје на Хумцу и базу ХВО у селу Скрти. У диверзији је погинуло 6 извиђача, а рањено 7. Средином септембра, бригада је упутила једну мешовиту чету бораца у околину Рогатице и Горажда, док су 21. септембра послати бригадни извиђачи и артиљерија (4 тенка, 1 прага, 2 топа 130 mm и 2 хаубице 122 mm) у нападу на Јајце, у операцији Врбас.
Након стабилизације линије према Томиславграду, Купрешка бригада је отпочела нападе према Бугојну. У жестоком нападу 11. новембра, бригада је заузела рејон Мале Шуљаге, преко кога је успоставила потпуну артиљеријску контролу над Бугојном. Две недеље касније, бригада је заузела положаје ХВО на Куниној коси и померила линију ка Бугојну.
У бригаду је 24. новембра стигла чета гламочких муслимана под командом капетана Есада Хамзића.

### 1993.
У првом кварталу 1993. године, бригада је наставила са артиљеријским чаркама са ХВО. Средином априла примећени су први већи сукоби између АРБиХ и ХВО на бугојанском тлу. 10. априла враћена је муслиманска чета у Гламоч. Чета бораца (66 људи) на челу са Драгом Видовићем послата је 14. августа у Пале. Борци су размештени на линију Мијатовићева коса - Голо брдо - Жуч. Ратко Младић је 5. септембра посетио бригаду, када наређује рушење католичких цркви у селу Злоселу и Купресу, док су католичке цркве у селима Растичеву и Отиновцима већ биле срушене. Бригада је 13. септембра упутила 9 бораца и 2 тенка Т55 у Медачки џеп, због напада Хрватске војске на овај крај. До краја године, бригада није водила веће борбе. Крај година је, такође, обележила несташица горива.

### 1994.
Током јануара, превазиђена је несташица горива трговином са Херцег Босном. Размену горива за електричну енергију, уговорили су Владимир Лукић, премијер Републике Српске, и Јадранко Прлић, премијер Херцег Босне 6. јануара у Доњем Маловану.
У марту месецу бригада је ратовала са АРБиХ за доминатне коте према Бугојну. Бригада АРБиХ из Бугојна (370. брдска) заузела је 16. марта положаје Купрешке бригаде на Лукића ливади, Малој Шуљаги и Шипином мосту. Погинуло је 7 бораца, а 2 су заробљена. Два дана касније, извиђачи бригаде у противнападу заузимају Малу Копривницу и Османагину косу. Генерал-мајор Грујо Борић, командант Дрварско корпуса ВРС, лично је 20. марта предводио успешан противнапад у којем су заузете Лукића ливада, Маркова окука и Кожварице. Наредних месеци настављене су борбе за бугојанске коте, али се линија није значајно променила.
Средином октобра започета је велика операција АРБиХ под именом ”Јесен-94”, којом су муслимани хтели да заузму положаје ВРС на комарско-влашићком правцу; помоћним правцем ка Купресу су нападале 370. и 307. бригада АРБиХ, обе из Бугојна. Напад је почео 19. октобра. АРБиХ није успела да порази ВРС на главном правцу напада, али је зато на помоћном правцу остварила велики успех током првих дана операције.
Стога ће команданти АРБиХ пребацити тежиште операције са комарско-влашићког на купрешки правац. Купрешка бригада је напад дочекала неспремно. Мада је мобилисано више од 2.500 бораца, у бригади је у тренутку напада било око 1.000, од тог броја 450-600 бораца је било на положајима према муслиманским снагама. Тежиште напада АРБиХ био је простор између Купрешке и 19. доњевакуфске бригаде, односно важна упоришта Јарчиште, Рисовац и Мала Лука. Већ првог дана, АРБиХ је заузео ове положаје, наневши Купрешкој бригади тешке губитке: 7 мртвих, 11 рањених и 21 несталих бораца. Након почетних успеха, АРБиХ у наредним данима распоређује додатне јединице и то прво делове 317, 305. и 308. бригаде АРБиХ, а потом и већи део слободних јединица 3. и 7. корпуса АРБиХ, као и приштапских јединица Штаба врховне команде АРБиХ. Дан након почетка напада, командант Дрварског корпуса, генерал Борић, преузима команду над одбраном Купреса, а као појачање стижу вод корпусне полиције и вод корпусних диверзаната. ВРС је до краја битке ојачала Купрешку бригаду са батаљоном Пантера из Бијељине, двема четама полиције из ЦСБ Бања Лука, четом из Босанског Грахова, четом из Гламоча, као и непопуњеним батаљоном из Гламочке бригаде ВРС. У вечерњим сатима 22. октобра, на Купрес је стигао генерал Милан Гверо из Главног штаба ВРС. Упркос инсистирању представника општине Купрес и 7. бригаде да се одустане од изгубљених положаја и успостави нова линија одбране на Купрешким вратима и планини Стожер, Гверо и Борић наређују заузимање Јарчишта и Копривнице. Мада су диверзанти Купрешке бригаде заузели Јарчиште, АРБиХ је до краја дана прегазила положаје ВРС на Копривници. Током 24. октобра, формирана је Тактичка група 7 од бораца Пантера из Бијељине и једног батаљона 1. бањалучке лаке бригаде (650 бораца од чега 300 пешадинаца). До краја почетка новембра, ВРС је водила сталне борбе са АРБиХ за врхове планине Демировац, превој Лупоглава и Купрешка врата. Другог новембра снаге ХВО нападају села Доњи Малован и Рилиће, на јужном крају одбране Купрешке бригаде. Истовремено, АРБиХ напада на Купрешка врата и Демировце, али су сви напади одбијени. У ноћи 2-3. новембра, генерал Грујић наређује опште повлачење Купрешке бригаде, будући да није добио очекивану помоћ команде Бањолучког корпуса и Главног штаба ВРС. Бригада је заузела нове положаје на планинама Хрбина и Курљај и на брдима изнад села Злосела, а јединице ХВО и ХВ и јединице АРБиХ заузимају, пале и пљачкају Купрес. Команданту бригаде, пуковнику Божидару Ракићу, је понуђено место начелника оклопних снага 30. пешадијске дивизије, али Ракић то одбија и преузима команду над 9. граховском бригадом, док на чело Купрешке бригаде долази пуковник Драго Самарџија. У периоду 19. октобар - 18. новембар, бригада је имала 30 погинулих и 238 рањених.
До краја године, бригада је ратовала са ХВО за висове планина Опаљенице и Курљаја. На левом крилу према АРБиХ, бранила је положаје на Демировцу, Крижу, Декалама и Семешници. Од два батаљона из Шиповачке бригаде и једног батаљона из 1. бањалучке бригаде, формирана је борбена група Јањ, која је држала положаје према АРБиХ.

### 1995.
Почетком последње године рата, 7. бригада је добила задатак да у склопу операције Динара 95 нападне ХВО на правцу Хрбина - Малован - Шујица. Због високог снега и недостатка људства и борбених средстава, бригада је више пута током јануара започињала па заустављала напад. Међутим, извиђачи бригаде заједно са извиђачима из Шипова су 6. јануара успели да отерају АРБиХ са врха планине Демировац. Истовремено, бригада је патила од хроничног недостатка муниције свих калибара. Наредних месеци борци су провели у повременим чаркама на линији, и осим губитка врха планине Процип - који је заузео ХВО 25. маја - није било промена линије.

Почетом хрватског напада на Гламоч у операцији Лето 25. јула, мркоњићки батаљон Купрешке бригаде - чији је леви сусед била Гламочка бригада на планини Хрбини - започео је битку са хрватским снагама. Батаљон је одбио све напада и остао на положајима и након повлачења Гламочке бригаде са Хрбине. Хрватске снаге су заузеле Гламоч 29. јула. Команда 30. пешадијске дивизије упућује новоформирану Оперативну групу 2. по командом пуковника Драгише Масала да затвори правац од планине Виторог до превоја Млиниште и планине Чардак. У састав ОГ 2 улазе 1. бањалучка лака пешадијска бригада, 3. српска бригада (мешовита привремена бригада од јединица из 1. крајишког корпуса), мешовита бригада из Источно-босанског корпуса, остаци 5. гламочке бригаде, један батаљон полиције и један дивизион артиљеријског пука Дрварског корпуса.

”Пуковниче, од мог десног крила па до Минхена нема значајног српског упоришта, али наша је процјена да ћемо издржати. Морамо.”

—поручник Кљајић, командант мркоњићког батаљона, у реферату команди бригаде након пада Гламоча.
Уочи хрватског напада на Републику Српску Крајину у операцији Олуја 3. августа, 1. гардијска бригада ХВО напала је положаје мркоњићког батаљона. После жестоке вишечасовне битке, напад је одбијен. Према властитом казивању, 1. гардијска је имала 6 мртвих и 14 рањених бораца, док је мркоњићки батаљон имао 2 погинула борца и 4 рањених. Наредних недеља, Купрешка бригада трпи стална гранатирања хрватских снага на које није могла да одговори због недостатка муниције.
Дана 8. септембра хрватске снаге започињу операцију Маестрал нападом на Млиниште, планину Чардак и Виторог. Већ првог дана, мешовита бригада из Источно-босанског корпуса и батаљон полиције напуштају своје положаје на Млиништима. Борци бањалучке бригаде на Виторогу беже са ове планине наредног дана, тако да је 7. бригада упала у полуокружење. Десетог септембра, команда 30. пешадијске дивизије одобрава повлачење 7. бригаде у правцу Мркоњић града. Борци бригаде су заузели положаје на планини Лисини јужно од Мркоњић града.
До почетка октобра, успостављена је нова линије одбране 30. пешадијске дивизије. Мешовита бригада из Источно-босанског корпуса је презуела одбрану превоја Штрбине на десном крилу 7. бригаде, док је 11. мркоњићка бригада преузела одбрану левог крила. Осмог октобра хрватске снаге напале су Мркоњић град у операцији Јужни потез. Наредног дана, мешовита бригада из Источно-босанског корпуса напушта положаје на Штрбинама. Пуковник Драго Самарџија, командант 7. бригаде, наређује 10. октобра повлачење бригаде да би се избегло опкољавање. Наредних недеља бригада се утвђује на Мањачи где и дочекује крај рата.